# Ljudkabel
Ljudkabel kan delas in i 2 huvudgrupper:
- Högtalarkabel hanterar höga strömmar och spänningar. Den viktigaste egenskapen är därför låg resistans, vilket bland annat uppnås med stor ledararea.

- Signalkabel hanterar låga strömmar och låga till medelhöga spänningar (<50 Volt). De vanligaste typerna i ljudtekniksammanhang är mikrofonkabel och linjenivåkabel. Dessa är ofta balanserad kabel.